# Koreoribates foliatus
Koreoribates foliatus är en kvalsterart som beskrevs av Choi 1994. Koreoribates foliatus ingår i släktet Koreoribates och familjen Unduloribatidae. Inga underarter finns listade i Catalogue of Life.